# Para Elisa
Para Elisa, és una pel·lícula espanyola dirigida pel director novell Juanra Fernández i produïda per Produccions del Primer Cinquena que s'estrenà als cinemes el 20 de setembre de 2013.